# شاذ (لغة)
الشاذ ما يكون مخالفة للقياس، من غير نظر إلى قلة وجوده وكثرته. وهو على نوعين شاذ مقبول وشاذ مردود. والشَّاذُّ في العلوم اللغوية، هو ما خالف القاعدة والقياس كلمة/ صيغة/ أفعال شاذّة.
أما الشاذ المقبول فهو الذي يجيء على خلاف القياس ويقبل عند الفصحاء والبلغاء. وأما الشاذ المردود فهو الذي يجيء على خلاف القياس ولا يقبل عند الفصحاء والبلغاء.
والفرق بين الشاذ والنادر والضعيف هو أن الشاذ يكون في كلام العرب كثيرا لكن بخلاف القياس، والنادر هو الذي يكون وجوده قليلا لكن يكون على القياس، والضعيف هو الذي لم يصل حكمه إلى الثبوت.